# Niedersachswerfen
Niedersachswerfen este o comună din landul Turingia, Germania.